# Glyphostoma myrae
Glyphostoma myrae é uma espécie de gastrópode do gênero Glyphostoma, pertencente a família Conidae.